# Ісакча – Негру-Воде
Ісакча – Негру-Воде — газопровід у східній частині Румунії, створений для забезпечення транзиту між Україною та Болгарією.
У 1973—1975 роках до Орловки на румунському кордоні вивели дві нитки газопровідного коридору Шебелинка — Ізмаїл, а в 1986-му сюди ж почав подавати русурс трубопровід  Ананьїв — Тирасполь — Ізмаїл. Подальше транспортування блакитного палива у південному напрямку здійснюється по газотранспортному коридору Ісакча – Негру-Воде, на якому проклали три нитки (румунське позначення Т1, Т2 і Т3) діаметрами 1000 мм, 1200 мм та 1200 мм при довжині 182 км, 180 км та 181 км відповідно. Після Негру-Вода ресурс передається до болгарських газопроводів — Транзитного та Південного напівкільця. Загальна пропускна здатність цього напрямку становить 21,35 млрд м³ на рік.
Крім того, для подачі ресурсу для самої Румунії від Орловки до Ісакчі була прокладена четверта нитка діаметром 1000 мм, робочим тиском 5,5 МПа та річною пропускною здатністю 8,6 млрд м³, з якої блакитне паливо може спрямовуватись по напрямках Ісакча – Шендрень – Бухарест та Ісакча – Шендрень – Онешті.
Враховуючи, що російське керівництво наполегливо реалізує політику припинення транзиту природного газу через Україну (на балканському напрямку для цього спорудили газогони Турецький потік та Балканський потік), за домовленістю між Україною та Румунією були проведені роботи з реверсування нитки Т1. У грудні 2019-го покупцям була вперше запропонована можливість забронювати поставки у реверсному напрямку в обсязі 16 млн м3 на добу. На той момент їх повністю викупив "Газпром", що дозволяло йому забезпечити подачу ресурсу до Молдови на тлі очікувань чергової "газової війни" з Україною. Втім, Україна в подальшому може скористатись можливостями реверсу для отримання ресурсу, який надходитиме на Балкани через Туреччину або запланований до спорудження у першій половині 2020-х років грецький термінал по прийому ЗПГ в Александруполісі. У останньому випадку для подачі блакитного палива до Негру-Воде потрібно буде задіяти існуючу та заплановану інфраструктуру – газопроводи Карачабей – Комотіні, Комотіні – Стара-Загора (запланований) і реверсований Транзитний газопровід або Південне напівкільце (можливо відзначити, що наразі більша частина необхідної для цього ділянки Транзитного газопроводу вже реверсована задля російського проекту Балканський потік).
Перекачування ресурсу по ділянці Ісакча – Негру-Воде у південному напрямку наразі забезпечується українською компресорною станцією Орловка, у північному напрямку – болгарською компресорною станцією Кардам.
На початку 2020-х до траси Ісакча – Негру-Воде повинен бути підключений трубопровід, який подаватиме ресурс родовищ Ана та Дойна (румунський сектор Чорного моря).